# Makinavaja
Makinavaja est une série de bandes dessinées créée par le dessinateur espagnol Ivà et parue entre 1986 et 1994 dans le magazine satirique El Jueves.

## Présentation
« Makinavaja » est le nom du personnage principal de la série. Surnommé « Maki », Makinavaja est un voleur anarchisant, justicier et rebelle, parfois philosophe, dans le Barcelone de la fin des années 1980 et du début des années 1990. Il est accompagné par ses deux inséparables compagnons que sont Popeye, surnommé « Popi », et Mustafá, surnommé « Mojamé » ou « Moromielda ». Leurs aventures se déroulent autour d'un bar du nom d'« El Pirata », situé dans le quartier malfamé du Barrio Chino à Barcelone, avec pour toile de fond les événements de l'époque dont les Jeux olympiques de Barcelone de 1992, ou les mouvements étudiants des années 1980.
La bande dessinée, qui a rencontré un grand succès en Espagne, a été adaptée au théâtre, à la télévision ainsi qu'au cinéma.

## Nom
Le nom de Makinavaja provient de Mackie el Navaja, adaptation en espagnol de la chanson Mack the Knife, popularisée par le chanteur José Guardiola.